# Abma, Hazewinkel & Dirks

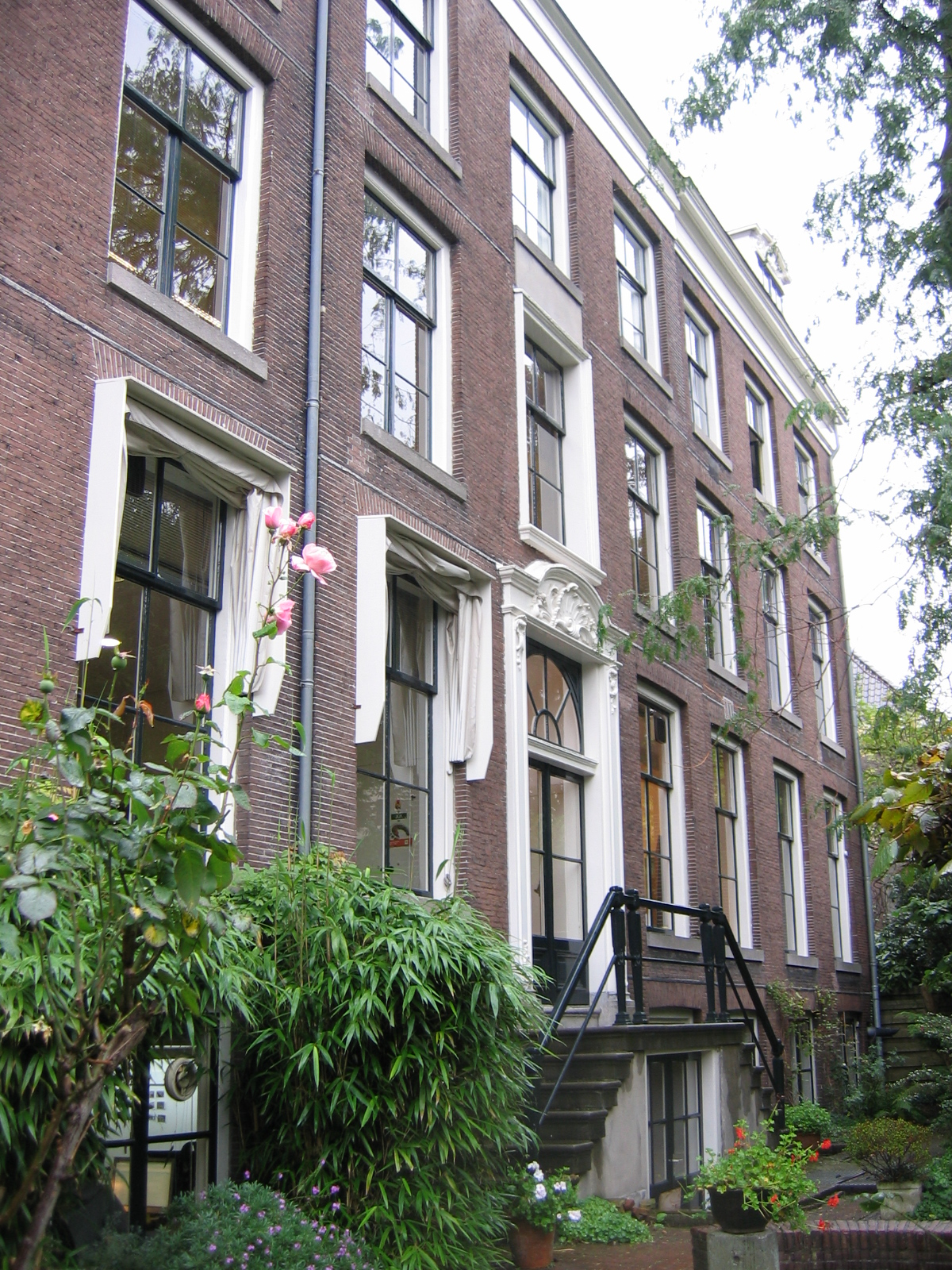
Het kantoor was gevestigd in het monumentale pand Kerkstaat 310 te Amsterdam

Abma, Hazewinkel & Dirks was een architectenbureau te Amsterdam.
Partners waren Jelle Abma, Paul Dirks en Tjakko Hazewinkel. Eerder werkte dit bureau onder de naam Abma & Hazewinkel, toen in 1967 Abma een maatschap vormde met Hazewinkel. Paul Dirks is later tot de maatschap toegetreden.
Het bureau voerde opdrachten uit in onder andere Amsterdam, Enkhuizen, Almere Buiten, Lelystad, Huizen en Gorredijk. In Amsterdam werd in de periode 1971-1976 het Centraal Laboratorium van de Bloedtransfusiedienst aan de Plesmanlaan gerealiseerd. Ook was het bureau in ongeveer dezelfde daar periode betrokken bij renovaties in de Zeeheldenbuurt. Voor Rotterdam werd in de periode 1977-1981 het bestemmingsplan voor de wijk Zevenkamp gemaakt.
Hazewinkel verliet de maatschap in 1984. De naam van het bureau werd gewijzigd in Abma+Dirks+Partners.
Zijn privé- en het bureauarchief, voor zover betrekking hebbend op zijn werk, werden na zijn overlijden in 2002 bij het Nederlands Architectuurinstituut te Rotterdam ondergebracht.